# 725

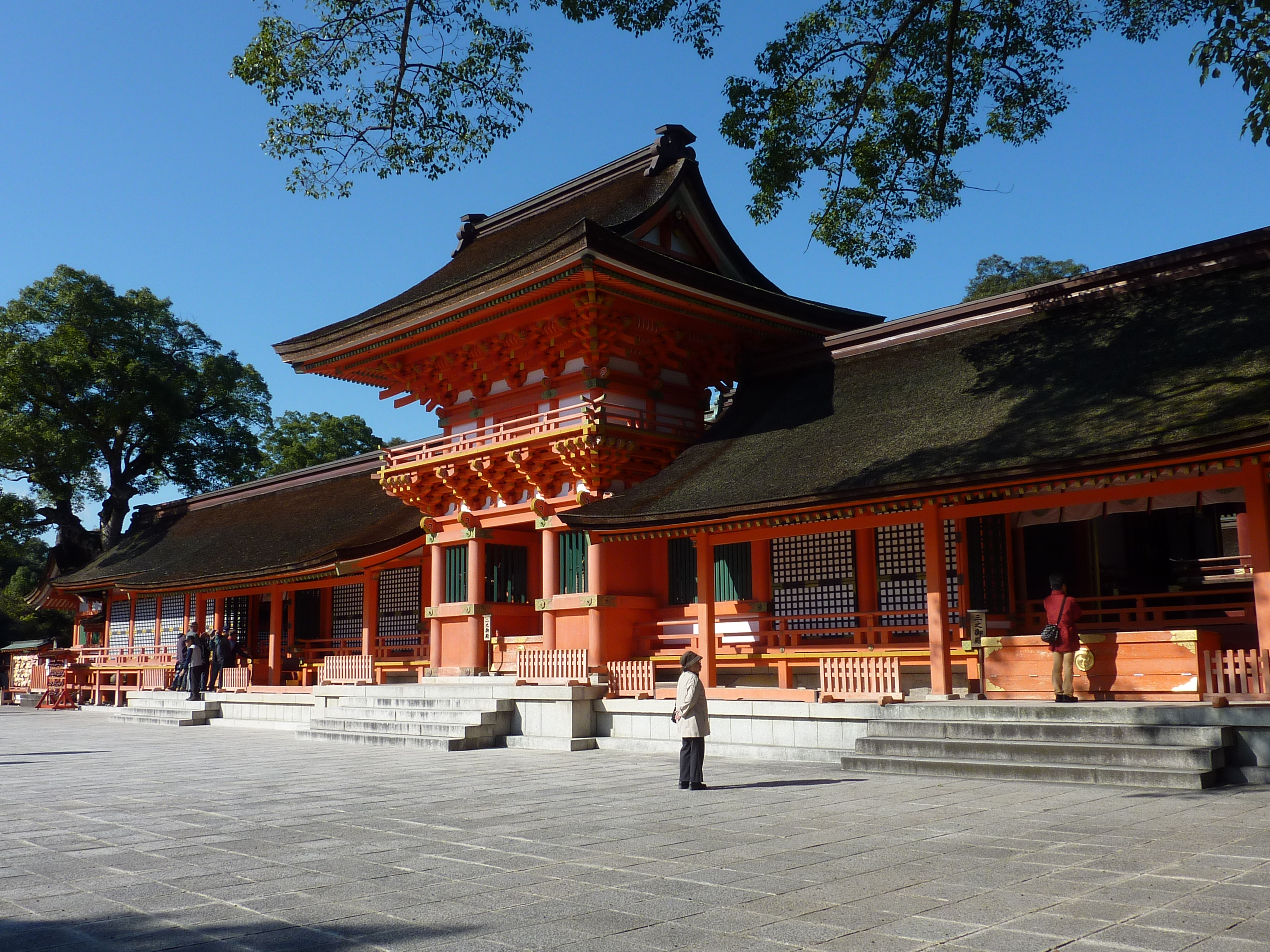
De schrijn (jinja) van Usa in Japan

Het jaar 725 is het 25e jaar in de 8e eeuw volgens de christelijke jaartelling.

## Gebeurtenissen

### Brittannië
- 23 april - Koning Wihtred van Kent overlijdt na een regeerperiode van 35 jaar. Het koninkrijk wordt verdeeld onder zijn drie zonen: Æthelberht II (koning van Oost-Kent), Eadbert I (koning van West-Kent) en Aelfric.

### Europa
- Karel Martel voert een campagne tegen Lantfrid van Allemannië, die sinds 710 het hertogdom als een min of meer onafhankelijk vorstendom regeert. Hij dwingt hem het Frankische gezag weer te erkennen.
- De Moren vallen opnieuw Septimanië (huidige Zuid-Frankrijk) binnen; de steden Carcassonne en Nîmes worden veroverd. In Bourgondië voeren ze een plunderveldtocht en verwoesten de stad Autun.

### Egypte
- In Egypte komen de Kopten in opstand tegen de hoge belastingen die hun door het bewind van de Arabieren worden opgelegd.

### Religie
- De schrijn (jinja) van Usa in Japan wordt gebouwd. (waarschijnlijke datum)
- Beda schrijft De temporum ratione en  een Paastabel, die een exacte uitbreiding van Dionysius Exiguus' Paastabel is en het tijdsinterval 532-1063 beslaat. In de "Paascontroverse" tussen Rome en de Keltische kloosters kiest hij dus de kant van Rome.

## Geboren
- Bernhard, Frankisch edelman (waarschijnlijke datum)
- Paulus Diaconus, Longobardisch monnik (waarschijnlijke datum)

## Overleden
- Plectrudis, echtgenote van Pepijn van Herstal
- 23 april - Wihtred, koning van Kent